# Ландсберги
Ландсберги (нім. von Landsberg, пол. Landsberg) — дворянський рід. У половині XVII століття дві гілки роду Ландсберг оселилися в Литві. Рід фон Ландсберг внесений в матрикул курляндського дворянства і в VI частину родовідної книги Ковенської та Вітебської губерній Російської імперії.

## Історія
Походять з Вестфалії, де їх предки вже на початку XIV століття володіли маєтками та були лицарями.
Вільгельм фон Ландсберг, у XVI столітті, разом із сім'єю переселився в Курляндію.
У 1705 році зі смертю Вітуса Арнольда фон Ландсберга припинилася чоловіча лінія роду Ландсбергів і в 1713 році замки та інші володіння, як придане за Ганною фон Ландсберг перейшли у володіння барона Сигізмунда фон Беверна. В 1825 році вдова його нащадка Готфріда фон Беверна продала родовий замок Ландсберг прусському камергеру барону Жерару фон Карнапу.
У 1837 році Олександр фон Ландсберг-Фелен викупив сімейний замок у Герхарда фон Карнап за 50 000 талерів. З того часу, рід Ландсбергів став використовувати замок як літню резиденцію.
У 1903 році замок та прилеглі володіння були продані Ігнацем фон Ландсберг-Феленом німецькому промисловцю Августу Тіссену.